# Michoacán de Ocampo (Baja California)
Michoacán de Ocampo es una localidad mexicana del valle de Mexicali, en el municipio de Mexicali, Baja California. La localidad de Michoacán de Ocampo es la cabecera de la delegación municipal: Cerro Prieto, y es su localidad más importante, tanto por número de habitantes, como por ser una de las dos localidades de valle de Mexicali, donde cada año se celebra oficialmente el 27 de enero el "Día del Ejido", también llamado "Día del asalto a las tierras". La otra localidad es el poblado del ejido: Islas Agrarias Grupo B, que se encuentra dentro de la delegación de González Ortega.,

## Toponimia
El poblado Michoacán de Ocampo o Ejido Michoacán de Ocampo recibe su nombre como un homenaje a la entidad federativa epónima, la cual era el lugar de origen de la mayor parte de los agricultores pioneros que recibieron sus dotaciones ejidales poco después del Asalto a las Tierras.

## Geografía
Según datos del INEGI, se encuentra localizada en las coordenadas 32° 28′ 00″ de latitud norte y 115°18'31 de longitud oeste y contaba con 3,086 habitantes en el 2010. El poblado se encuentra comunicado por la carretera estatal n.º 2 que lo cruza en dirección noroeste-sureste proveniente de la conurbación de la delegación González Ortega con la ciudad de Mexicali, donde hace cruce con la carretera federal n.º 2. Al sureste, la citada carretera estatal se divide en una continuación hacia el este que guarda la misma denominación y otra, la carretera estatal n.º 22, que prosigue hacia el sureste atravesando el campo de la geotérmica de cerro prieto, llegando a Delta, la cual paralela a la estatal n.º 2, cruza la vía del ferrocarril en que actualmente opera Ferromex y que antaño era parte del ferrocarril Sonora Baja California.